# 政府の長
- ドナルド・トランプ（アメリカ合衆国大統領）
- キア・スターマー（イギリス首相）
- クラウディア・シェインバウム（メキシコ合衆国大統領）
- マーク・カーニー（カナダ首相）
- 石破茂（日本国内閣総理大臣）
- ジョルジャ・メローニ（イタリア共和国閣僚評議会議長）
- フリードリヒ・メルツ（ドイツ連邦共和国首相）
- ナレンドラ・モディ（インド首相）
- アンソニー・アルバニージー（オーストラリア連邦首相）

政府の長（せいふのちょう、英: Head of government、仏: Chef de gouvernement、独: Regierungschef）とは、政府における最高責任者のことである。議院内閣制においては首相が、大統領制および絶対君主制においては国家元首(大統領)が相当する。

## 政府の長の役職名
政府の長の役職名としては、英語でいえばPrime Minister（首相）がよくみられる。これは多くの国で正式な役職名として用いられているが、一方で、国家元首の下で行政を担うminister（大臣）のうち正式に首席を占める役職を指す一般名詞としても非公式に用いられる。なお、Ministerという語（ラテン語で召使いや部下を意味する）は、政府の構成員（閣僚）についての通常の役職名である。
正式に国家元首自身が政府の長でもある場合もある。職権上当然にそうなる場合もあるし、絶対君主がアドホックに自身を政府の長に指名するような事例が積み重なることによる場合もある。そうでない場合においては、国家元首は政府の長および他の大臣に対して形式的には上位にある。国家元首が実際に政治上の上位者（絶対君主や行政権を有する大統領）であることもあれば、むしろ理論上または儀礼上の性格としてということもある。さまざまな憲法において異なる役職名が与えており、また同じ役職名であっても当該国の憲法や政治体制によってその政治的な意味は異なることがある。
半大統領制においては、政府の長は国家元首と立法府（議会）の双方に対して責任を負うことがある。例えば、フランス第五共和政（1958年以降）においては共和国大統領が首相を任命するが、国民議会において政策を通すことができ、その支持を得られる人物を選ぶ必要があるため、反対勢力が国民議会を（すなわち予算とほとんどの立法を）支配するようになれば、大統領は反対勢力から首相を任命することを事実上強いられる。この場合はコアビタシオン（cohabitation、保革共存）と呼ばれ、首相が国内政策を定めることになり、大統領はほぼ外交関係に限定されることとなる。

### 支配的な国家元首の下にある場合
広義には、「首相」（prime minister）との語は、絶対君主たる国家元首の下において相当する様々な地位を指すものとしておおざっぱに用いることもある。特に古代や封建時代。この場合、「首相」（prime minister）という用語は時代錯誤的であり、日本語では「宰相」といった用語のほうが通常である。この場合、首相は君主の所望に基づいて奉仕するのであり、君主の許容したものを超える権力は有しない。不祥事を起こした政府の長はその失敗ゆえに処刑されることすらあった。このような役職には次のようなものがある。
- Diwan
- Mahamantri
- Pradhan
- Wasirまたは大宰相

### 事実上の国家元首の場合
場合によっては、国家元首は名目上の存在に過ぎず、政府の長が支配者であることもある。政府の長がその役職を世襲する場合すらある。このような役職には次のようなものがある。
- メロヴィング朝の宮宰
- ムガル帝国のNawab wasir（Awadhの知事も）
- サーターラおよびマラータ帝国のPeshwa
- 日本の征夷大将軍
  - 鎌倉幕府では征夷大将軍も名目化し、北条氏宗家（得宗家）の歴代当主が事実上の長となっていた。
- セルジューク・トルコのスルタン（バグダッドのカリフを操り人形とした。なお、後にイスラム圏においてはいずれも絶対的な支配者の称号として用いられた。）
- マムルーク朝のスルタン（アッバース朝の末裔をカリフとして擁立した。）
- ネパール王国の宰相（ラナ家の世襲）

### 国家元首兼政府の長の場合
モデルによっては国家元首と政府の長は同一である。これには以下のものがある。
- （行政権のある）大統領
- 元首と政府の長が別に存在しても、同一人物が兼務することになっている場合（例えば1976年から2019年までのキューバでは憲法第74条で「国家評議会議長は、国の長であり、政府の長である」と規定されており、首相職である閣僚評議会議長を兼務することになっていた）[1]。
- 首相を置かずに（またはブルネイのスルタンの様に自身を首相として）君臨し支配する絶対君主
- 古代・中世の共和国の長
- ナチス・ドイツにおいて用いられた総統（Führer）

このほか、単一で最高の政治的機関（最高会議幹部会・国家評議会・連邦参事会など）が集団で政府を指導するとともにその中から（例えば持ち回りで）国家元首を出すような場合もある。

## 議院内閣制における政府の長
議院内閣制においては、政府は以下のように機能する。
- 政府の長――通常は多数派の政党または連立政党の指導者であり、政権を組織し、議会に対して責任を負う。
- 以下のような仕組みで政府は議会に対して完全に責任を負う。
  - 議会が不信任決議をすることができること。
  - 政府が議会を解散させることができること。
  - 財政措置および予算（すなわち国庫からの支出）を統制することまたは否決することができること。二院制においては、多くの場合はいわゆる下院（英国の庶民院など）が統制および監視の役割の多くを果たすが、国によっては、オーストラリアやイタリアのように、政府は憲法上または慣習上、議会の両院に対して責任を負う。

これらの要件のすべてが、政府の長の役割に直接に影響を及ぼす。その結果、政府の長はしばしば、議会において日常的な役割を果たすこととなる。他方で、半大統領制においては、議会の機能においてそれほどの役割を果たすことはない。

### 選任
多くの国においては、政府の長は、下院における政党支持の力を基礎として、国家元首により政権を組織するよう委任を受ける。国によっては、議会によって直接に選出される。多くの議院内閣制においては、大臣が議員であることが求められるが、制度によっては、議員であることが禁止される（すなわち、大臣就任とともに辞任しなければならない）こともある。

### 退任
政府の長がその権限を喪失する典型的な方法は、議院内閣制においては以下のとおりである。
- 以下の事態の後の辞職。
  - 総選挙における敗北。
  - 内閣不信任決議の可決。
  - 自党の幹部会での党首選挙における敗北。新党首にその地位を譲ることとなる。
  - 重要議案に関する議会での敗北。例えば、予算の否決、不信任決議。（この場合、政府の長は、国家元首に対して議会の解散を求め、選挙による支持回復を試みることができる。）
- 罷免―憲法によっては国家元首（または、イギリス連邦諸国のように、国家元首から委任を受けた代理人）が政府の長を罷免することができる。もっとも、かかる権限の行使は論議を招く。例えば、1975年には、オーストラリア憲法危機において、オーストラリア総督のサー・ジョン・カーがゴフ・ホイットラム首相を罷免した。
- 死亡―この場合、典型的には、政府の長の次官が、新たな政府の長が選任されるまでの間、政府の長を代行する。

### 同輩中の首席か内閣の支配者か
憲法によって政府の長に認められた権限の範囲および射程は異なる。古い憲法によっては（例えば、オーストラリアの1900年の条文やベルギーの1830年の条文）、首相職について全く言及しないものの、その職がやがて正式な憲法上の地位を伴わないまま事実上現実化した。憲法によっては首相を同輩中の首席（Primus inter pares）とし、フィンランドやベルギーにおいては依然として現にそのような実務である。しかしながら、その他の国々おいては、首相を内閣制度における中心的で支配的な立場とする。例えば、アイルランドの首相は、議会の解散をいつ求めるかを単独で決定することができる。他方で、他の国々においてはこれは内閣の決定事項であり、首相はその一員として提案に対し票を投じるに過ぎない。英国の憲法においては、首相の役割は、しばしば各人の個人的魅力や個性の強さを基礎として発達した。例えば、クレメント・アトリーに対するウィンストン・チャーチルや、ジョン・メージャーに対するマーガレット・サッチャーの例がある。
多くの国々において個人的な指導力の強化に伴い首相自身が「準大統領的」なものへの変化したと主張される。その理由の一部は、議会にではなく指導者とその命令に焦点を当てたマスコミの政治報道と、首相への権限集中のためである。そのような主張は最近の2人の英国首相に対してなされた。マーガレット・サッチャーとトニー・ブレアである。また、同様の主張は、カナダのピエール・トルドー首相や西ドイツ（後に統一ドイツ）首相のヘルムート・コールに対しても、その在任中においてなされた。

## 官邸
政府の長は国家元首同様に専用の官邸を持つことが多い。以下は政府の長の官邸の例である。
- ダウニング街10番（ロンドン） - イギリスの首相（別邸としてチェッカーズを持つ）
- サセックスドライブ24番地（オタワ） - カナダの首相
- キージ宮（ローマ） - イタリアの閣僚評議会議長（公式行事においてはヴィラ・ドリア・パンフィーリも用いる）
- 内閣総理大臣官邸（東京） - 日本の内閣総理大臣
- 中南海（北京） - 中国の国務院総理
- 大韓民国大統領室（ソウル） - 韓国の大統領
- ザ・ロッジ（キャンベラ）、キリビリ・ハウス（シドニー） - オーストラリアの首相
- マティニョン（パリ） - フランスの首相
- ランベルモン（ブリュッセル） - ベルギーの連邦首相（移転計画があったが世論の反対を受けて破棄された）
- モンクロア宮（マドリード） - スペインの閣僚評議会議長
- プレミアハウス（ウェリントン） - ニュージーランドの首相
- サーゲシュカ宮（ストックホルム） - スウェーデンの首相
- バルハウスプラッツ2番（ウィーン） - オーストリアの連邦首相（バルハウスプラッツ1番には連邦大統領官邸のホーフブルク宮殿がある）
- スリ・ペルダナ（プトラジャヤ） - マレーシアの首相

官邸の名称は政権を指すメトニミーとして使われる。例えば「ダウニング街10番」はイギリスの政権を指して用いられる。
似たようなものとして、国レベルよりも下位の連邦を構成する政府（少なくとも国際法上は国家元首を有しないことが多い）の長も官邸を持つことがある。これはその地域、州などの独立の希望を示す表現として用いられることがある。例えばベルギーでは、北部にあるオランダ語系のフランデレン地域（フラマン語共同体地域）の首相を指すものとして、ブリュッセルにある「エレラ」が、ワロン共同体首相についてもナミュールの「エリゼット」（小型のエリゼ宮殿の意）がそれぞれ用いられる。
もっとも、政府の長の官邸は通常、国家元首（儀礼上のものも含む）の官邸（宮殿と呼ばれることもある）よりも低い扱いを受ける。ただし、政府の長と国家元首の役割が統合されている場合は別である。例えば、アメリカ合衆国大統領官邸であるワシントンD.C.ペンシルベニア通り1600番のホワイトハウスがある。
また、国家元首の形式的な代理人（総督など）にも宮殿のような官邸が与えられることがある。